# Nissan Qashqai
Nissan Qashqai je automobil japanski proizvođača Nissan Motors i proizvodi se od 2007. godine.
On je SUV.

## Motori
- 1.6 L, 84 kW (114 KS)
- 1.6 L, 86 kW (117 KS)
- 2.0 L, 104 kW (141 KS)
- 1.5 L turbo dizel, 76 kW (103 KS)
- 1.5 L turbo dizel, 81 kW (110 KS)
- 2.0 L turbo dizel, 110 kW (150 KS)